# Sergej Němčinov
Sergej Lvovič Němčinov (rusky Серге́й Львович Немчинов; * 14. ledna 1954, Moskva, Sovětský svaz) je bývalý ruský profesionální hokejista a hokejový trenér, který v letech 1991 až 2002 hrál v NHL za týmy (v tomto pořadí) New York Rangers, Vancouver Canucks, New York Islanders a New Jersey Devils, dohromady po 12 sezón. Před tímto angažmá hrál v Sovětské hokejové lize za týmy Křídla Sovětů Moskva HC CSKA Moskva. Po odchodu z NHL ještě odehrál 2 sezóny v ruské Superlize za tým Lokomotiv Jaroslavl. Hrál na pozici středního útočníka.
Do NHL byl vydraftován v 12. kole draftování 1990. Němčinov je dvojnásobným držitelem Stanleyova poháru, získal jej v letech 1994 (s New York Rangers) a v roce 2000 (s New Jersey Devils). Během svého působení v NHL odehrál 761 sezónových zápasů, dal 152 gólů a přispěl 193 asistencemi. Za celou dobu v NHL obdržel 251 trestných minut.
Reprezentoval Sovětský svaz a Rusko. Na Olympijských hrách v Naganu skončil s ruskou reprezentací na druhém místě. Od března 2020 působí jako sportovní ředitel týmu Admiral Vladivostok, předtím byl v letech 2009 a 2011 generálním ředitelem týmu HC CSKA Moskva. Trénoval také ruskou juniorskou reprezentaci, v roce 2019 se stal asistentem trenéra hokejové reprezentace Jižní Koreje.